# Charles E. Sellier Jr.
Pour les articles homonymes, voir Sellier.
Ne doit pas être confondu avec Charles Sellier.
Charles Edward Seller Jr., né le 9 novembre 1943 à Pascagoula (Mississippi) et mort le 31 janvier 2011 à Coeur d'Alene (Idaho), est un scénariste, producteur de cinéma et de télévision, écrivain et réalisateur américain.

## Biographie
Il est connu pour avoir produit les séries La Légende de James Adams et de l'ours Benjamin et L'Ancien Testament.